# Essanay Film Manufacturing Company
La Essanay Film Manufacturing Company è stata una casa cinematografica statunitense.

## Fondazione dello studio

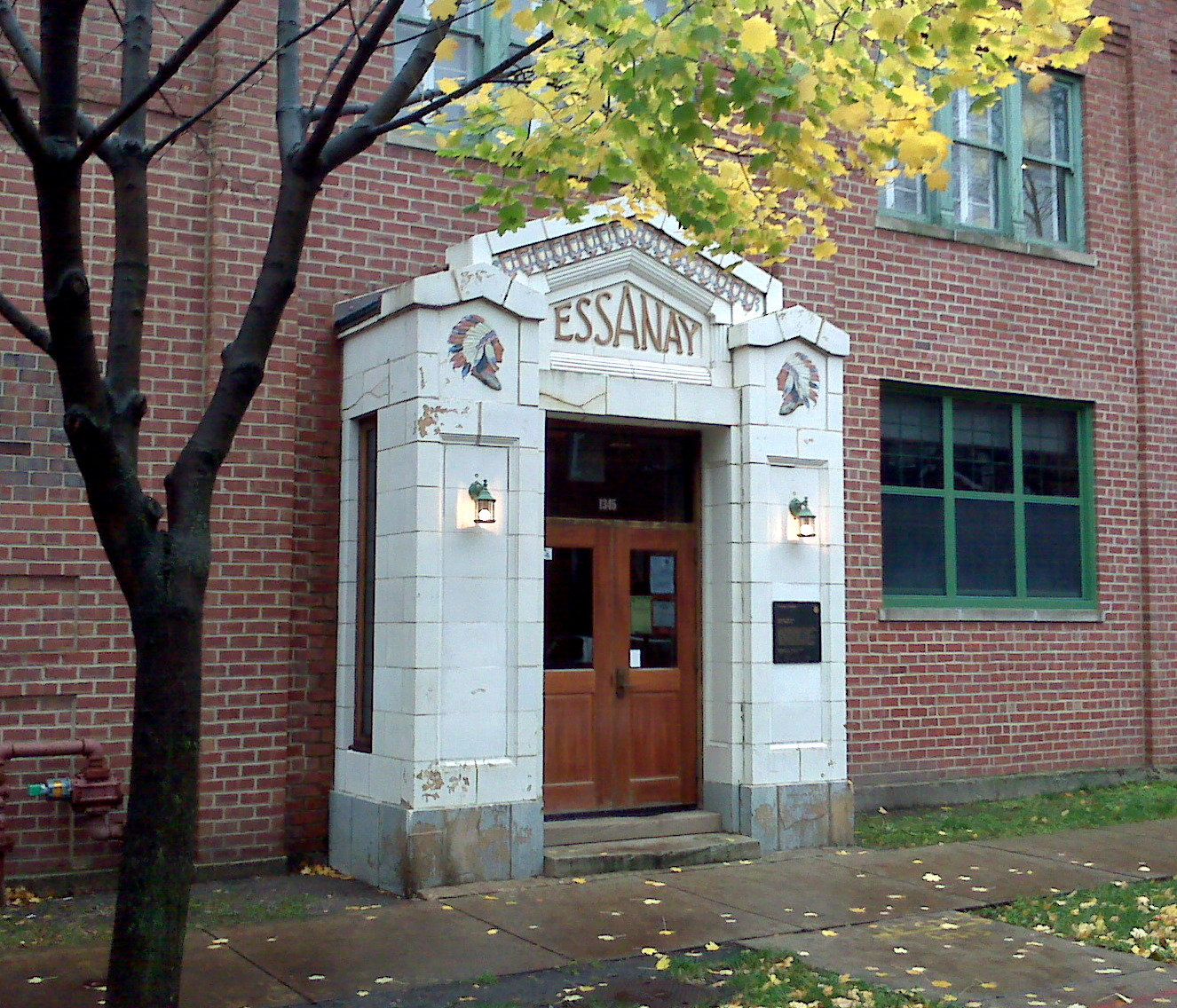
La sede della Essanay a Chicago, 1333-45 di W. Argyle St.

Lo studio venne fondato a Chicago nel 1907 da George K. Spoor e da Gilbert M. Anderson, attore western noto come Broncho Billy: dapprima, la nuova compagnia fu chiamata Peerless Film Manufacturing Company. Poi, il 10 agosto, i due fondatori decisero di chiamarla con le loro iniziali e così le diedero nome di Essanay (ovvero, S and A, come le iniziali dei loro cognomi).
Il primo indirizzo della casa era quello di 496 di Wells Street. Ben presto, però, con gli affari che prosperavano, la compagnia poté permettersi già nel 1908 di traslocare al 1333-45 di W. Argyle St., un indirizzo che sarebbe diventato famoso.
Il primo film prodotto dalla Essanay fu, nel 1907, una comica con Ben Turpin, An Awful Skate; or, The Hobo on Rollers: costata poco più di duecento dollari, la pellicola portò a casa alcune migliaia di dollari. Un'altra comica interpretata da Turpin e diretta da Anderson, Mr. Flip del 1909, viene considerata il primo film conosciuto in cui si usò sullo schermo la gag delle torte in faccia.

## In California

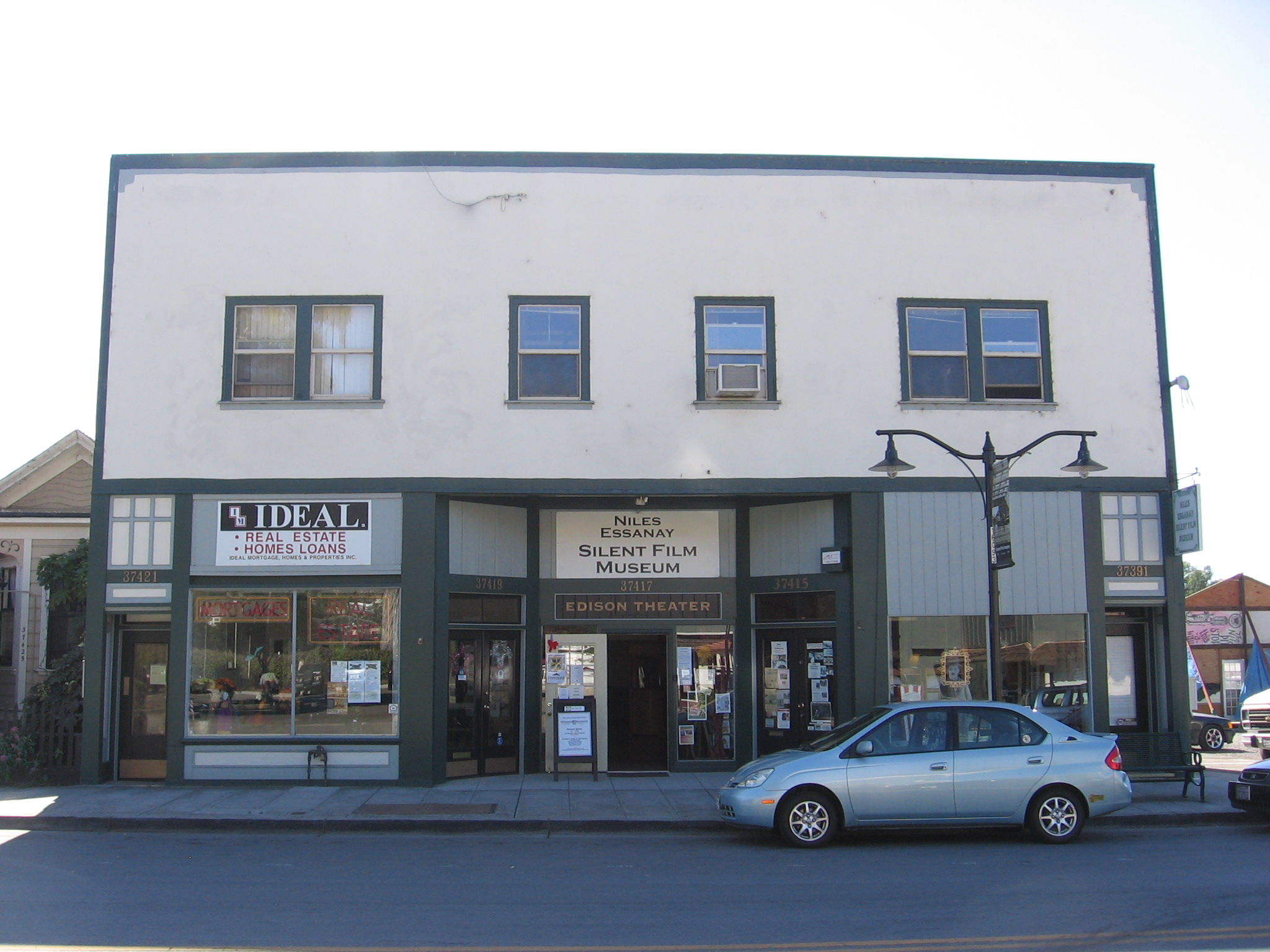
L'Essany Silent Film Museum a Niles

Anderson spostò alcune produzioni in California, a causa del clima poco clemente di Chicago e a causa del dover trovare delle location adatte ai suoi film western. Basi regolari dell'Essanay in California erano San Rafael e a Santa Barbara. Nel 1913, a Niles venne aperta la sezione californiana della compagnia, l'Essanay-West studio. Situato ai piedi del Niles Canyon, vi vennero girati molti dei western di Broncho Billy.
Negli anni seguenti, gli studi di Chicago e quello di Niles continuarono a produrre film per un totale complessivo di oltre 1.400 titoli. A Chicago, venivano prodotti i film più famosi della casa di produzione.

## Broncho Billy

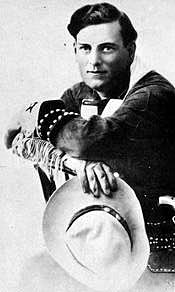
Gilbert M. Anderson ("Broncho Billy")

Gilbert M. Anderson, il cofondatore della casa, individuò nella California il luogo ideale per girarvi i suoi western. Anderson, infatti, benché nei suoi oltre 300 film abbia interpretato ogni genere di personaggio, è universalmente conosciuto per essere stato il primo cow boy dello schermo a diventare una stella del cinema. Creatore del personaggio di Broncho Billy, fu protagonista di 148 film di genere western. Mentre Spoor gestiva la casa di produzione da Chicago, Anderson viaggiava nei territori dell'Ovest, spostandosi in treno con la sua troupe. Girava i film cambiando set. Alla fine, individuò un luogo particolarmente adatto alle sue esigenze in Niles, una cittadina dell'Alameda County a sud-est di San Francisco.
Anderson scrisse, interpretò e diresse gran parte di questi film. Produsse anche una serie di commedie western sul personaggio di Alkali Ike, interpretato da Augustus Carney.

## George Ade
Dal 1914 al 1917, lo scrittore George Ade collaborò con la Essanay per cui girò come regista 9 film e ne firmò quasi un centinaio come soggettista o sceneggiatore.

## Chaplin
Nel 1914, l'Essanay offrì a Charlie Chaplin un salario di milleduecento dollari la settimana, più alto di quello che questi percepiva alla Keystone di Mack Sennett. Gli diede altresì la possibilità di utilizzare una propria troupe personale. Chaplin accettò l'offerta e, nel 1915, girò per lo studio 14 cortometraggi, molti dei quali con Edna Purviance, che aveva incontrato negli studi della casa di produzione.

## Galleria d'immagini

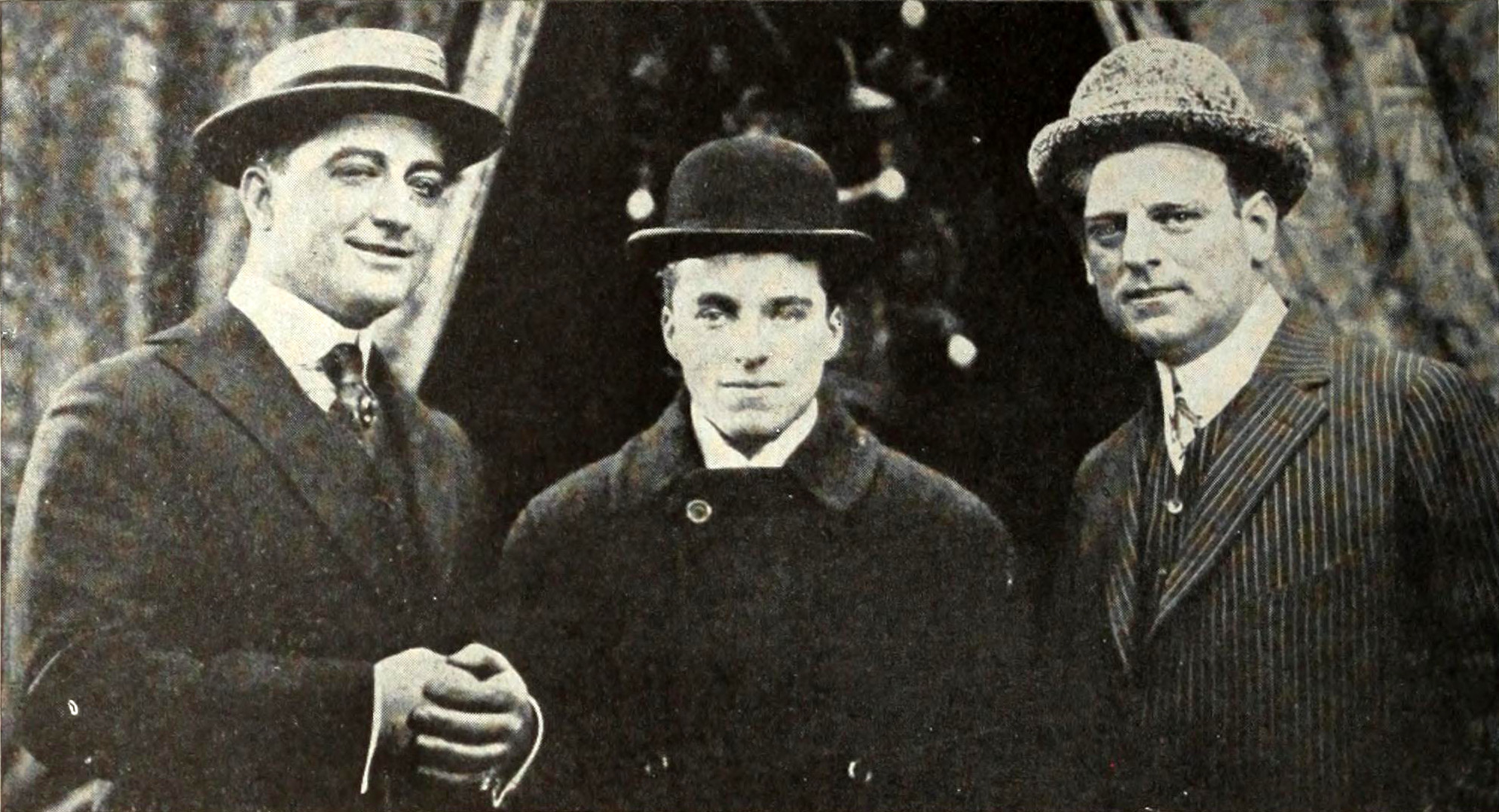
Francis X. Bushman, Charlie Chaplin e Broncho Billy Anderson (1915)

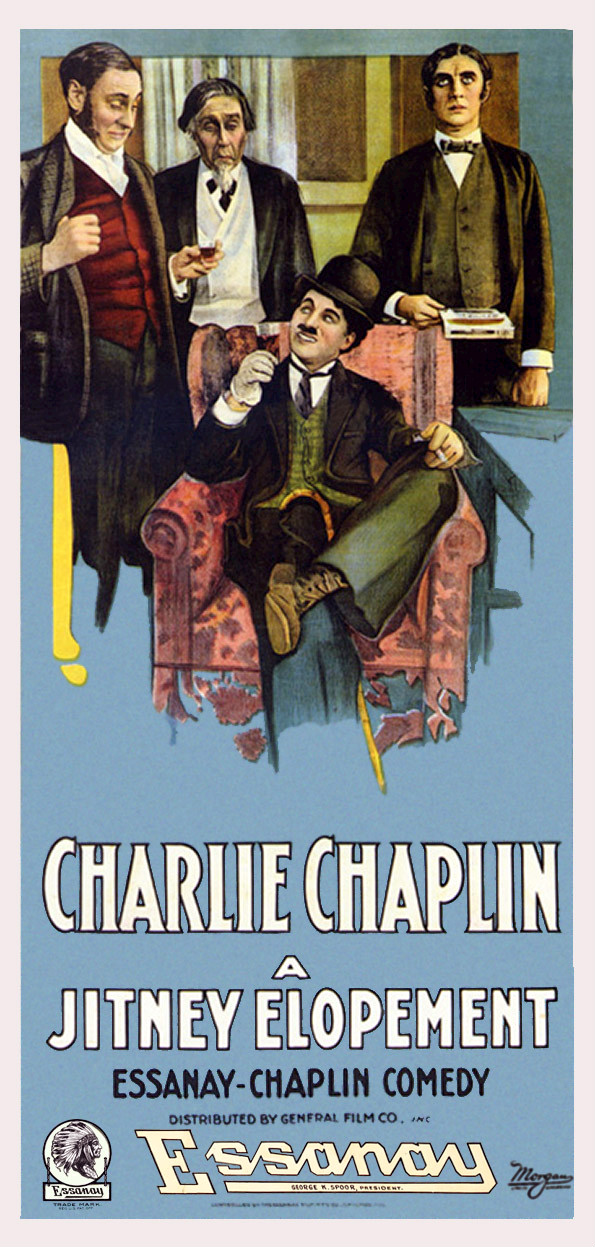
Charlot prende moglie (1915)
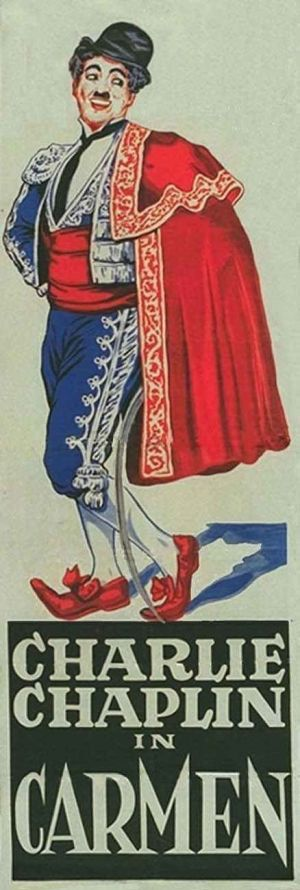
Carmen (1916)
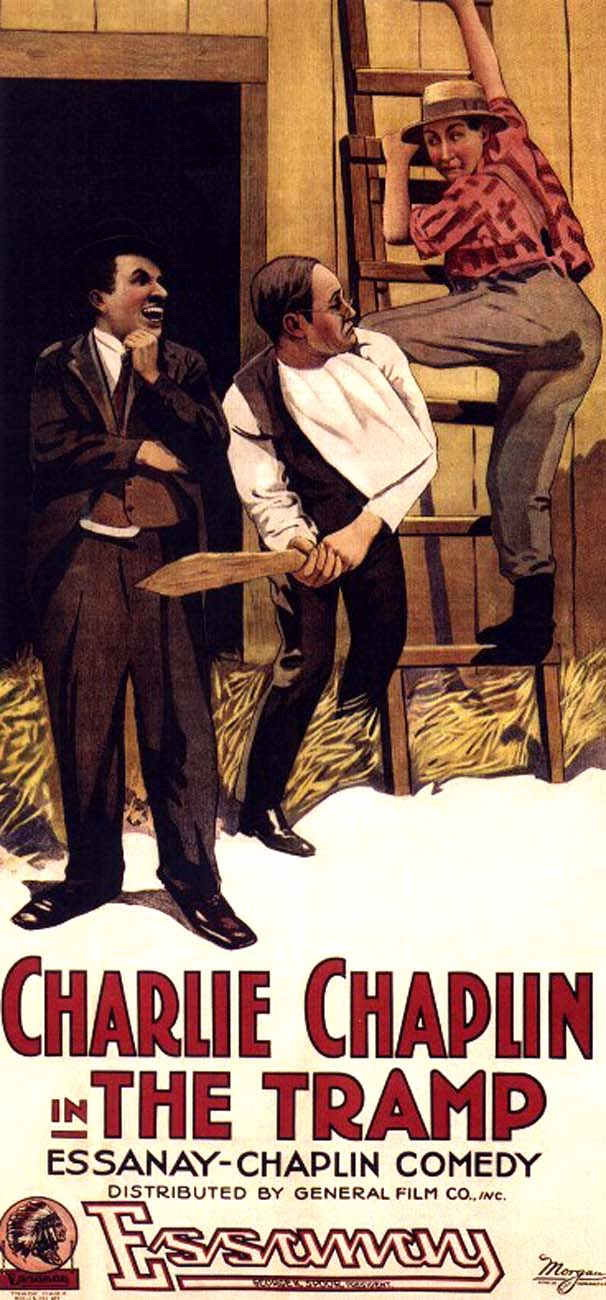
Il vagabondo (1916)

## I nomi famosi della Essanay
Numerosi attori che sarebbero in seguito diventati celebri fecero i loro primi passi alla Essanay: tra questi, Gloria Swanson (che era di Chicago), Wallace Beery, vincitore poi di un premio Oscar, il comico Ben Turpin, il giovanissimo Jackie Coogan che fece il suo debutto cinematografico a neanche tre anni proprio alla Essanay. Altri che lavorarono per la casa di produzione fondata da Anderson furono Hal Roach, Lloyd Ingraham, i già citati Charlie Chaplin ed Edna Purviance, Francis X. Bushman, Edward Arnold, Mary McAllister, W. S. Van Dyke.

## Filmografia parziale
- An Awful Skate; or, The Hobo on Rollers, regia di Gilbert M. 'Broncho Billy' Anderson (1907)
- Slow But Sure, regia di Gilbert M. 'Broncho Billy' Anderson (1907)
- Mr. Inquisitive, regia di Gilbert M. 'Broncho Billy' Anderson (1907)
- Life of a Bootblack, regia di Gilbert M. 'Broncho Billy' Anderson (1907)
- The Dancing Nig, regia di Gilbert M. 'Broncho Billy' Anderson (1907)
- His Friend's Wife, regia di Harry McRae Webster (1911)
- Forgiven in Death, regia di Gilbert M. 'Broncho Billy' Anderson (1911)
- The Rosary, regia di R.F. Baker (1911)
- The Backwoodsman's Suspicion, regia di Gilbert M. 'Broncho Billy' Anderson (1911)
- Her Dad the Constable, regia di R.F. Baker (1911)
- God's Inn by the Sea, regia di R.F. Baker (1911)
- The Outlaw Samaritan, regia di Gilbert M. 'Broncho Billy' Anderson (1911)
- Mr. Wise, Investigator, regia di E. Mason Hopper (1911)
- Five Bold, Bad Men (1911)
- The Clown's Baby (1911)
- The Two Fugitives, regia di Gilbert M. 'Broncho Billy' Anderson (1911)
- A Fight for Justice (1911)
- Tommy, the Canvasser (1911)
- The Spender Family (1911)
- The New Manager, regia di R.F. Baker (1911)
- The Two-Gun Man (1911)
- Love in the Hills (1911)
- The Gordian Knot di R.F. Baker (1911)
- A Pal's Oath di Gilbert M. 'Broncho Billy' Anderson (1911)
- Live, Love and Believe (1911)
- The Ranchman's Son di Arthur Mackley (1911)
- Summer Babies documentario (1911)
- Gossiping Yapville (1911)
- Fate's Funny Frolic di R.F. Baker (1911)
- Spike Shannon's Last Fight di Gilbert M. 'Broncho Billy' Anderson (1911)
- The Playwright (1911)
- Putting It Over (1911)
- Miss Chatterer's Experience (1911)
- A Western Girl's Sacrifice, regia di Gilbert M. 'Broncho Billy' Anderson (1911)
- The Diamond Gang (1911)
- The Dark Romance of a Tobacco Tin (1911)
- Never Believe in Signs (1911)
- The Wrong Glove (1911)
- Broncho Bill's Last Spree, regia di Gilbert M. 'Broncho Billy' Anderson (1911)
- Two Men and a Girl (1911)
- The Puncher's Law, regia di Gilbert M. 'Broncho Billy' Anderson (1911)
- The Burglarized Burglar, regia di R.F. Baker (1911)
- The Millionaire and the Squatter, regia di Gilbert M. 'Broncho Billy' Anderson (1911)
- Saved from the Torrents (1911)
- Everybody's Troubles (1911)
- All on Account of the Porter (1911)
- An Indian's Sacrifice, regia di Gilbert M. 'Broncho Billy' Anderson (1911)
- Lost Years, regia di Richard Foster Baker (1911)
- Reparation (1911)
- The Deacon's Reward (1911)
- The Stage Driver's Daughter, regia di Gilbert M. 'Broncho Billy' Anderson (1911)
- A False Suspicion (1911)
- Pals (1911)
- Bill Bumper's Bargain (1911)
- The Outlaw Deputy, regia di Gilbert M. 'Broncho Billy' Anderson (1911)
- He Fought for the U.S.A. (1911)
- The Empty Saddle (1911)
- Too Much Turkey (1911)
- The Quinceville Raffle (1911)
- The Madman (1911)
- The Long Strike (1911)
- The Goodfellow's Christmas Eve (1911)
- The Three Gamblers, regia di Gilbert M. 'Broncho Billy' Anderson (1912)
- The Fable of the Manoeuvres of Joel and Father's Second Time on Earth, regia di E. Mason Hopper (1914)
- The Ambition of the Baron (1915)
- The Beachcomber (1916)